# Johan Sundström
Johan Carl William Sjöberg Sundström (Göteborg, 21 settembre 1992) è un hockeista su ghiaccio svedese.

## Carriera
Dalla stagione 2009/10 alla stagione 2011/12, eccezion fatta che per un periodo nel 2011 al Borås HC, ha indossato la maglia del Frölunda HC.
Nell'annata 2012/13 è approdato in AHL con i Bridgeport Sound Tigers. Nella stagione 2013/14 ha giocato in NHL con i New York Islanders. Dal 2015 milita nel Frölunda HC.
Con la nazionale svedese ha vinto la medaglia d'oro ai campionati mondiali giovanili nel 2012 e ha preso parte ai campionati mondiali nel 2016.